# Yekaterina Voronina
Yekaterina Voronina (née le 16 février 1992) est une athlète ouzbèke, spécialiste des épreuves combinées.

## Carrière
À Incheon, elle remporte le titre de l'heptathlon des Jeux asiatiques, en remontant un retard de 184 points du premier jour de compétition et en remportant les deux dernières épreuves du second jour, pour un total de 5 912 points, record personnel. Elle avait remporté la médaille d'argent des Championnats d'Asie 2013 et remporte le titre de l'édition de 2015.
Le 15 février 2015, Voronina améliore le record national du pentathlon avec 4014 pts, effaçant de dix unités le record de Yuliya Tarasova (4 004pts en 2006). Elle porte à nouveau cette marque le 20 février 2016 à Doha lors des Championnats d'Asie en salle où elle remporte la médaille d'or avec 4 224 ots.
Elle participe aux Championnats du monde de Pékin où elle se classe vingt-quatrième avec 5 741 points, sa meilleure performance de la saison. Le 18 et 19 septembre 2015 à Tachkent, elle bat tous ses records personnels (excepté le saut en hauteur) et porte son record à 6 212 points. Cette performance l'aurait classé seizième aux mondiaux de Pékin.
Elle se classe 10e des championnats du monde 2019 à Doha avec 6 099 pts.

## Palmarès
| Date | Compétition                  | Lieu           | Résultat | Épreuve    | Points |
| ---- | ---------------------------- | -------------- | -------- | ---------- | ------ |
| 2013 | Championnats d'Asie          | Pune           | 2e       | Heptathlon | 5 599  |
| 2014 | Championnats d'Asie en salle | Hangzhou       | 4e       | Pentathlon | 3 951  |
| 2014 | Jeux asiatiques              | Incheon        | 1re      | Heptathlon | 5 912  |
| 2015 | Championnats d'Asie          | Wuhan          | 1re      | Heptathlon | 5 689  |
| 2015 | Championnats du monde        | Pékin          | 24e      | Heptathlon | 5 701  |
| 2016 | Championnats d'Asie en salle | Doha           | 1re      | Pentathlon | 4 224  |
| 2016 | Jeux olympiques              | Rio de Janeiro | —        | Heptathlon | DNF    |
| 2018 | Jeux asiatiques              | Jakarta        | 5e       | Heptathlon | 5 826  |
| 2019 | Championnats d'Asie          | Doha           | 1re      | Heptathlon | 6 198  |
| 2019 | Hypo-Meeting                 | Götzis         | 19e      | Heptathlon | 5 933  |
| 2019 | Championnats du monde        | Doha           | 10e      | Heptathlon | 6 099  |
| 2023 | Championnats d'Asie en salle | Astana         | 1re      | Pentathlon | 4 386  |
| 2023 | Championnats d'Asie          | Bangkok        | 1re      | Heptathlon | 6 098  |
| 2023 | Championnats du monde        | Budapest       | 16e      | Heptathlon | 5 922  |
| 2023 | Jeux asiatiques              | Hangzhou       | 2e       | Heptathlon | 6 056  |

## Records
| Épreuve    | Performance    | Lieu     | Date            |
| ---------- | -------------- | -------- | --------------- |
| Heptathlon | 6 346 pts (NR) | Tachkent | 29 mai 2021     |
| Pentathlon | 4 224 pts (NR) | Doha     | 20 février 2016 |